# Філософія
Філосо́фія (дав.-гр. φιλοσοφία, дослівно: любов до мудрості), або любому́дрість, — галузь, що вивчає найбільш загальні суттєві характеристики та фундаментальні принципи реальності й пізнання, буття людини, відносини людини й світу, про найзагальніші суттєві характеристики людського ставлення до природи, суспільства та духовного життя у всіх його основних проявах. Також під філософією розуміють форму людського мислення, теоретичну форму світогляду.

## Основна мета
Своїм основним завданням філософія має встановлення перших, основних істин, які слугують першоосновою або принципами для інших істин. Філософія встановлює свої істини шляхом дослідження і доведення. Тобто філософія прагне раціональними засобами створити гранично узагальнену картину світу і місця людини у ньому, досліджуючи пізнавальне, ціннісне, соціально-політичне, моральне й естетичне ставлення людини до світу.

## Етимологія терміна
Первісним, істинним значенням (етимоном) слова «філосо́фія» є «любов до мудрості».
Термін запозичено з грецької мови; грец. φιλοσοφια «любов до знання; філософія» пов'язане з грец. φιλοσοφοç «освічений, учений», утвореним з основ іменників φιλοç «друг» і σοφια «наука, мудрість».
Введення поняття «філософія» приписується грецькому мислителю Піфагору з Самосу.
Як специфічний тип знання поняття «філософія» увів Платон.

## Розділи філософії
Філософія як особлива сфера людського знання і пізнання виникла на основі світоглядних пошуків та орієнтацій людини, що постають як необхідність з погляду людського життєвого вибору та самоствердження. Постаючи теоретичною формою світогляду, філософія набуває певних особливостей, таких, як узагальнювальний характер знання, принциповий антропоцентризм, прагнення досягти абсолютів тощо.
Ці особливості зумовлюють структуру та функції філософського знання. У кінцевому підсумку філософія постає як глибоке і непереборне прагнення людської душі до прозорості й осмисленості основ власного буття. Філософія виникає як спроба знайти відповіді на основні світоглядні питання за допомогою міркування з метою орієнтації людини у світі.
На сучасному етапі в наукових колах заведено виділяти такі основні галузі філософії:
- Метафізика — займається вивченням природи реальності, в тому числі відносин між розумом і тілом, матерії та випадку, подій і причин. Традиційні відгалуження метафізики — космологія й онтологія.
- Епістемологія пов'язана з природою й обсягом знань, а також питанням: чи можливе знання взагалі. Серед центральних завдань епістемології проблема, породжена скептицизмом, а також відносини між істиною, вірою й обґрунтуванням.
- Етика, або «моральна філософія», пов'язана з питаннями про те, як людина має чинити в різних обставинах і чи можна взагалі це визначити. Основні галузі етики — метаетика, нормативна етика та прикладна етика. Метаетика стосується характеру етичної думки, порівняння різних етичних систем, вона намагається відповісти на питання: чи існують абсолютно етичні істини і як пізнати такі істини. Етика також пов'язана з ідеєю моральності.
- Політична філософія займається вивченням державного управління, відносин окремих осіб і громад у державі. Вона розглядає питання про справедливість, добро, право, власність, права і обов'язки громадянина.
- Естетика має справу із категоріями краси, мистецтва, задоволення, сенсорно-емоційними цінностями, сприйняттям, а також питаннями смаку і настрою тощо.

- Логіка вивчає форми та закони мислення. Починаючи з кінця 19 століття, математики, зокрема Готлоб Фреге, зосереджувались на математичній обробці логіки, відтак сьогодні розвиваються математична логіка і філософська логіка.
- Філософія свідомості, предметом якої постає природа свідомості, а також співвідношення свідомості та фізичної реальності. Для неї характерне протистояння дуалізму та матеріалізму. В останні роки філософія свідомості все більше зближується із когнітивною наукою.
- Філософія мови досліджує природу, походження та використання мови, а також залежність пізнавального процесу та мови.
- Філософія релігії — гілка філософії, яка прагне концептуалізувати релігію, її природу та функції, філософськи обґрунтувати уявлення про божества.
- Філософія інформації — область дослідження, яка вивчає концептуальні питання, що виникають на перетині філософії, кібернетики, інформаційних технологій.

Більшість академічних напрямків науки, перетинаючись із філософією, формують окремі наукові напрямки: наприклад, філософія науки, філософія математики, філософія логіки, філософія права і філософія історії, філософія інформації. Крім того, низка нині самостійних наук виокремились із філософського знання, серед них власне наука, антропологія, психологія.

### Структура за сферами реальності
- філософія природи, світу і космосу:
  - онтологія
  - натурфілософія
  - космологія
- філософія суспільства та суспільної історії:
  - соціологія
  - соціальна філософія
  - філософія історії
  - культурологія
  - етнофілософія
- філософія людини з її особливостями, здібностями і властивостями:
  - філософська антропологія
  - антропософія
  - структурна антропологія
  - соціобіологія
- філософія духовної сфери або інтелектуальних процесів:
  - логіка
  - гносеологія
  - етика
  - естетика
  - філософія релігії
  - філософія права
  - історія філософії
  - ноологія

## Предмет філософії

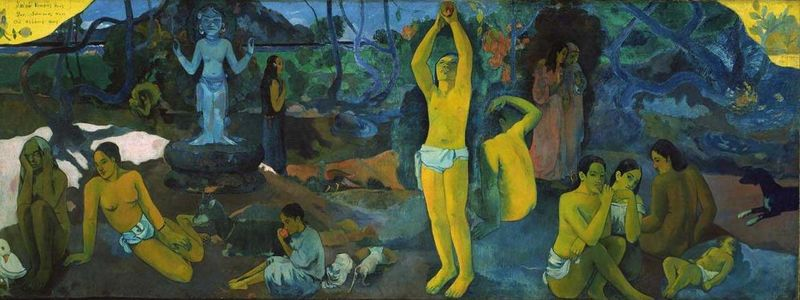
«Звідки ми прийшли? Хто ми? Куди ми йдемо?», Поль Гоген, 1897 рік

На відміну від окремих наук, що вивчають лише деякі області дійсності, предмет філософії охоплює найзагальніші риси дійсності, основи буття і пізнання, що вивчаються не безпосередньо, а через узагальнення даних інших наук та осмислення всієї культури, її світоглядних структур. Таким чином філософія — раціональна самосвідомість людства, наслідок його прагнення збагнути глибинні основи буття і місце людини у світі.
Давньогрецький філософ Кратет Фіванський зазначав:
| «Філософія важливіша від дихання, бо значно важливіше добре жити, чому навчає філософія, ніж просто жити, що залежить від дихання.» |
Німецький філософ 19 століття Георг Вільгельм Фрідріх Гегель так визначав предмет філософії:
| Філософія є наукою про причини, або [наукою] про «чому?» |
Філософія покликана тримати увесь час у полі уваги та в актуальному стані всі основні виявлення людини як людини, із чим пов'язані особливості її предмету:
- історична змінність, оскільки історично змінними постають самовиявлення та самоусвідомлення людини;
- уся історія філософії фактично входить в окреслення її предмету, оскільки лише за такої умови ми здатні окреслити «топографію» людськості;
- філософія постає своєрідною формою збереження та забезпечення історичної неперервності людської свідомої самоідентифікації.

## Функції філософії
Серед основних функцій філософії, що мають як індивідуально-особисте, так і суспільне значення, традиційно виділяють:
- світоглядна — філософія допомагає людині знайти й обґрунтувати свої життєві орієнтири, з'ясувати зміст і значення життєвих пріоритетів та цінностей;
- пізнавальна — завдяки дослідженню загальних проблем пізнання філософія озброює людину орієнтирами в пізнавальній діяльності, критеріями та ознаками правильного руху на шляху до надійних, вірогідних знань;
- логічна — філософія сприяє формуванню культури людського мислення, виробленню критичної неупередженої позиції у міжіндивідуальних та соціально-культурних діалогах;
- соціально-адаптивна — філософія допомагає зорієнтуватися у складних, строкатих, розмаїтих проявах суспільного життя і виробити власну соціальну позицію;
- критична — проявляється в опозиції філософії до емпіричної дійсності, до світу повсякденної реальності, руйнуванні звичних стереотипів та забобонів, пошуку шляхів до більш вдосконаленого, людяного світу;
- виховна — філософія прищеплює інтерес і смак до самовиховання, сприяє посиленню потягу людини до самовдосконалення, творчого підходу до життя, пошуку життєвих сенсів.

## Риси філософського мислення

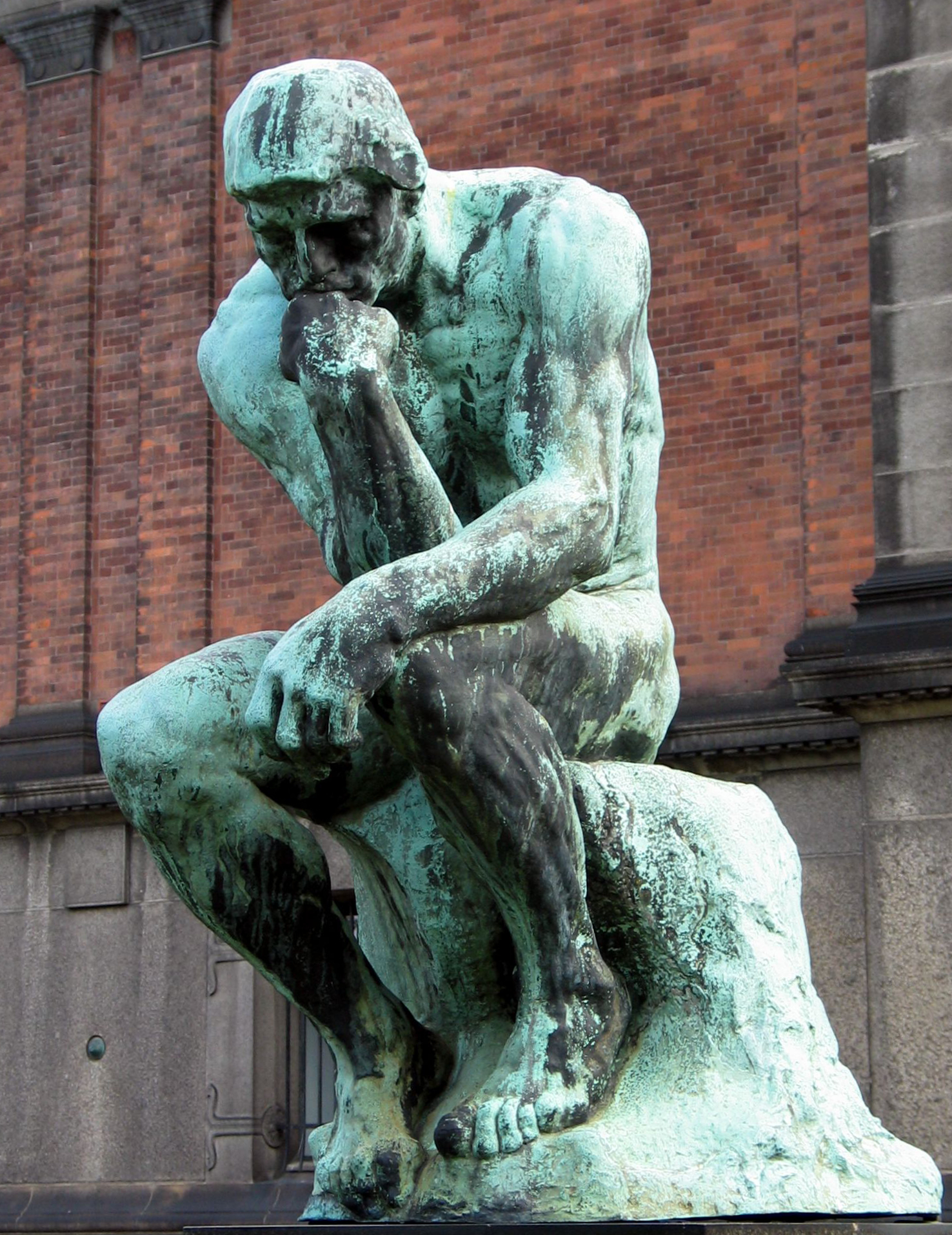
«Мислитель», Огюст Роден, 1888 рік

Філософське мислення характеризується такими ознаками:
- гранично широкий рівень узагальнення, що виходять на межу буття і небуття;
- постає формою людського самоусвідомлення, мисленням під кутом зору людини, її життєвого вибору;
- окреслює дійсність не лише такою, якою вона є, але й такою, якою має бути;
- є більшою мірою мисленням про мислення, ніж мисленням і думкою про якусь реальність;
- філософське мислення постає внутрішньо пов'язаним, логічно послідовним, аргументованим та обґрунтованим;
- прагне поставити й розв'язати граничні, абсолютні проблеми людського буття.

Зазначені риси філософського мислення обумовлені тим, що саме у філософії та за допомогою філософії людина заявляє про своє бажання взяти на себе відповідальність за свідоме вирішення своєї життєвої долі. Тобто тією мірою, якою людина здатна на сьогодні осмислити та зрозуміти себе і своє становище у світі, тією мірою, якою вона просякнута рішучістю пройти усю можливу дистанцію розумового прояснення своєї життєвої ситуації, — саме тією мірою вона філософствує або постає філософом.

## Філософія в культурі
Філософія займала і займає важливе місце в культурі людства — всіх матеріальних та духових продуктів і цінностей, створених людьми, на відміну від природи, що виникає й існує без стороннього втручання. Стародавні греки виділяли три розділи культури:
- пов'язаний з істиною — предмет науки;
- пов'язаний з красою — предмет мистецтва;
- пов'язаний з визначенням добра і зла — предмет філософії.

Філософію Арістотель ділить на три галузі:
1. Теоретичну — про буття, називаючи її «першою філософією», наукою про перші причини та начала. Метою її є знання заради знання.
2. Практичну — про діяльність людини. Метою практичної філософії є знання заради діяльності.
3. Поетичну, або творчу, метою якої є знання заради творчості.

Важливо відзначити й те, що філософія і мистецтво приділяють суттєву вагу людському самовідчуттю та інтуїції, проте розходяться вони у тому, що філософія постає розумовим осягненням світу, а мистецтво подає його через почуття та переживання. Вихідною формою думки для філософії є поняття, а вихідною формою художньої творчості постає художній образ. Мистецтво до того ж надає вирішального значення уяві як творця, так і тої людини, яка сприймає його твори, тому воно зображує дійсність зі значною часткою умовності, хоча ця умовність постає своєрідним способом проникнення у глибини процесів дійсності.

## Філософія в медицині
У своєму історичному розвитку філософія і медицина завжди були тісно пов'язані. Як вважав ще Демокріт, лікарське мистецтво зцілює хвороби тіла, а філософія визволяє душу від пристрастей. Невипадково багато видатних філософів були лікарями, і, фактично, всі видатні медики були своєрідними філософами. Сучасні філософія і медицина мають багато спільного, зокрема наступне:
- близькість до глибинних проблем буття, проблем життя і смерті;
- спільне дослідження методологічних і соціальних проблем медичного пізнання;
- спільне дослідження проблем, пов'язаних з виникненням нових медичних технологій.

Донині зберігають своє значення слова великого філософа і лікаря Демокріта:
| Від мудрості отримують такі три [плоди]: [дар] добре мислити, добре говорити і добре робити. |
Німецький філософ, творець самобутньої філософської концепції антропологічного матеріалізму вважав:
| «Істинний філософ — лікар, але такий, що не дозволяє своїм пацієнтам здогадатися, що він їх лікар, він при цьому обслуговує їх відповідно до їхньої природи, тобто лікує їх, виходячи з них самих і через них самих.» |

## Філософія в релігії
Філософію та релігію споріднює те, що вони постають різновидами світогляду, те, що вони надають людині найважливіші життєві орієнтири. Обидві вони також базуються на вірі, тобто на безумовному сприйнятті певних положень як істинних, тоді як філософія, базуючись на дискурсивному усвідомленому мисленні, намагається усе розглядати критично та доводити те, що розглядається, до рівня розуміння.
Водночас релігія — не лише ідеї та погляди, але й соціальний інститут, певні ритуали й навіть певний спосіб життя; філософія ж була та залишається інтелектуальною формою світоосмислення. Філософія залишає на розсуд самої людини питання про те, з чим вона погодиться, із чим — не погодиться, та, врешті, як саме буде потім розв'язувати життєві питання.
Візантійський богослов і мислитель Іоанн Дамаскін у своїх працях одним з перших висловив ідею про те, що філософія як пошук істини має бути служницею богослов'я, оскільки відповідно до християнського вчення Бог (Боже Слово) і являє собою єдину Істину в усій повноті.

## Філософія в психології
В «теорії потягів» Леопольда Сонді категорія «філософія» займає першорядне значення, оскільки саме філософія індивіда є фундаментом для прийняття рішень і здійснення вчинків

## Антична філософія
Філософія як світоглядне явище з'являється в процесі такого поділу людської діяльності, коли виникає необхідність раціонального освоєння дійсності на найзагальнішому рівні її бачення. Хронологічно цей процес відбувається в різних країнах неодночасно. Філософія започаткувала себе в Стародавньому Єгипті, Китаї, Індії, Вавилоні, а трохи пізніше в Стародавній Греції й Римі. Перші філософські вчення виникли близько 2 500 років до н.е , однак тільки давньогрецька філософія являє собою цілком оригінальне, завершене явище, яке корінним чином вплинуло на західну цивілізацію. Індійська філософія мала епізодичний вплив на європейське мислення: в давнині — імовірно, на Піфагора, в новий час — на Шопенгауера.
В Стародавньому Римі були значні філософи-письменники на зразок Цицерона, Сенеки, Лукреція Кара, але вони не являють руху думки вперед, всі вони повторюють греків. Поряд з римлянами, до римської філософії відносяться також греки — представники римських шкіл.

### Філософія Стародавнього Сходу

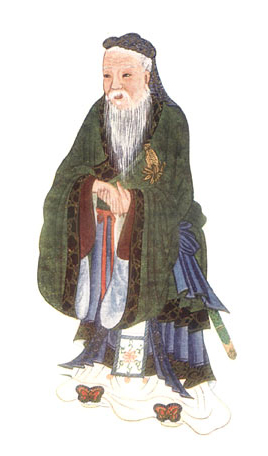
Конфуцій, ілюстрація з книги Міфи і легенди Китаю, 1922, Е. Т. С. Вернер

Зародки філософського мислення в Індії сягають глибокої давнини (2500—2000 роки до н. е.). Зміст цього мислення відображають Веди, Брахмани, Упанішади. Принципи, закладені у них, стали основою таких світоглядних систем як: брахманізм, буддизм, джайнізм, кришнаїзм. Слід зауважити, що буддизм і джайнізм офіційно не визнавали вищого авторитету Вед, однак спиралися на них. Філософські системи, які визнають авторитет Вед (самкх'я, ньяя, вайшешика, йога, міманса, веданта), називаються астіка, водночас ті, які не сприймають авторитет Вед (чарвака-локаята) — настіка. Загальна особливість давньоіндійської філософії полягає в тому, що уявлення про людину спирається на принципи етики страждань і щастя. Шлях позбавлення від страждань — правильний спосіб життя.
Становлення філософської думки Стародавнього Китаю спостерігається вже у 7 столітті до н. е. Про це свідчать давньокитайські трактати: «Книга перемін» (І-цін), «Книга пісень» (Ші-цзін) та «Книга історії» (Шу-цін). В них проглядаються такі філософські проблеми: про єдність і різноманітність речей, про дію протилежних сил в єдиній субстанції, про природну закономірність, природність людської душі й свідомості. Особливе місце у китайській філософії посідає вчення Лао-Цзи (VI століття до н. е.), центральна категорія його філософії — дао, загальний шлях, якого дотримуються всі явища і речі, їхнє джерело, першооснова. Лао-Цзи вважається засновником даосизму. Конфуцій (VI століття до н. е.) всю свою увагу зосередив на питаннях етики, в основу якої покладені принципи: 1) людяність (жень); 2) справедливість і обов'язок (і); 3) ритуальність (лі); 4) знання (і); 5) довіра (сінь). Важливу роль у розвитку філософії Стародавнього Китаю відігравали школи Ян Чжу,  Ван Чуна. У більшості філософських шкіл Китаю переважала практична філософія, тісно пов'язана з проблемами моралі, пізнання природи й соціального управління.
Східній думці властивий момент незацікавленого духовного самозаглиблення, невтомного прагнення шукати найцінніше у глибинах людського духу, шукати заради самого пошуку. Ця «зацікавлена відстороненість» — вічна таємниця східної філософії.
Парадоксальним виглядає прагнення східної мудрості досягти стану повного розчинення індивідуального в загальному, прагнення зануритися у первісну порожнечу, первісну світову тишу. Герман Гессе, німецький письменник коментує це так:
| «Коли власне Я буде цілком подолане й помре, коли замовкнуть у серці всі порухи й пристрасті, тоді має прокинутись заповідне в людському єстві, найпотаємніше, що вже перестало бути власним Я, — прокинеться велика таємниця». |
Нарешті не може не вражати побудова східної думки, яка нібито розчиняє слова, залишаючи нас у полоні чистих сенсів. Наприклад:
| Одного разу Чжуану Чжоу наснилося, що він — метелик, метелик, що весело пурхає. Він насолоджувався з усього серця і не усвідомлював, що він Чжоу. Раптом прокинувся, здригнувся, що він Чжоу, і не міг зрозуміти: чи снилося Чжоу, що він метелик, чи метеликові, що він Чжоу. Це й зветься перетворенням речей… |

### Давньогрецька філософія

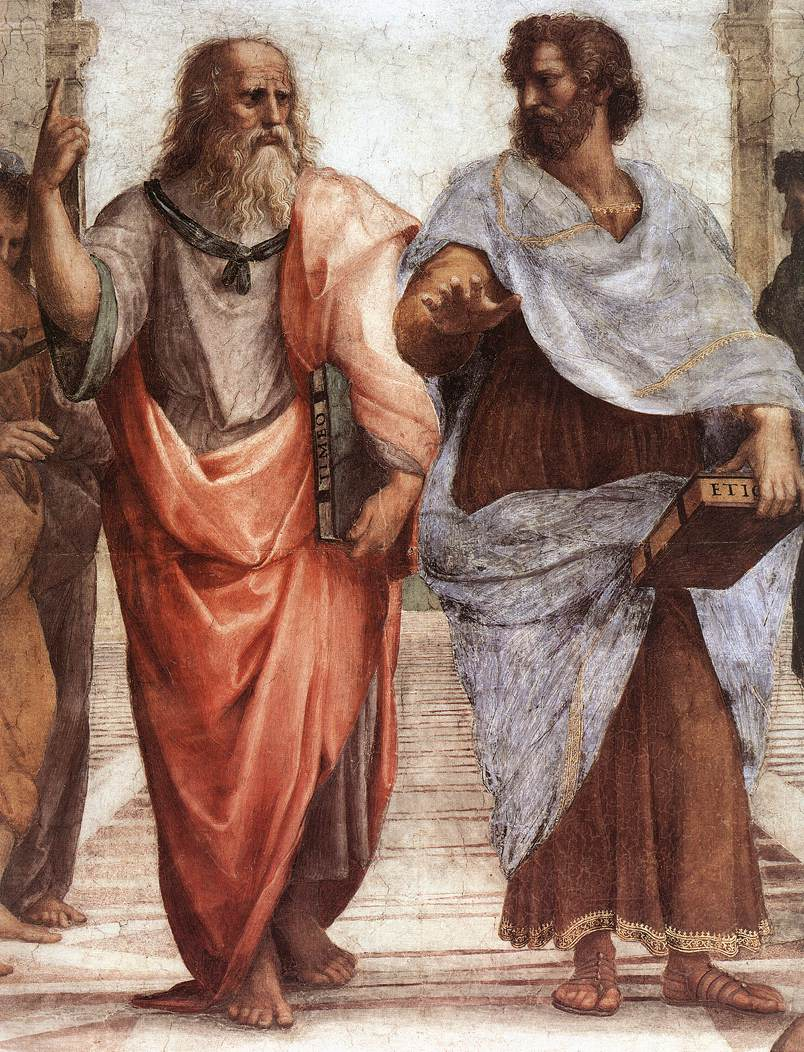
Платон і Аристотель, центральний фрагмент фрески Рафаеля Афінська школа. Аристотель, тримаючи свою Нікомахову етику, вказує на землю, що відображає його віру в пізнання через емпіричне спостереження і досвід, в той час як Платон вказує на небеса, що відображає його віру у форму — ейдос

В історії розвитку давньогрецької філософії виділяють кілька етапів: досократівський, натурфілософський (VII—V століття до н. е.), класичний період Сократа, Платона й Аристотеля (V—IV століття до н. е.), пізньокласичний період, до якого відносяться елліністична й александрійська філософія (I століття до н. е. — V століття н. е. ).
Особливу групу у до сократівський період займають найбільш ранні практичні діячі та вчителі 7-6 століть до н. е., розсіяні по різних містах, що у віршованій, стислій формі пропонували уроки життєвої мудрості — так звані «сім мудреців». У 6 столітті до н. е., за свідченням Діогена Лаертського, Піфагор першим використав саме слово «філософія». Однак він не залишив по собі письмових праць, тому першим автором, що використав слово «філософ» був Геракліт, засновник античної діалектики. Атомістичний варіант матеріалізму висунув Демокріт, пізніше його ідеї розвивали Епікур і Лукрецій.
Спочатку в елеатів і піфагорійців, потім у Сократа складається ідеалізм. Сократ першим намагався обґрунтувати етику і теологію, він проголосив ідею провидіння і таким чином пов'язав людський розум і моральність. Родоначальником об'єктивного ідеалізму став Платон, що розвинув ідеалістичну діалектику понять. Однак велична будівля Платона страждала корінним недоліком — дуалізмом. Для пояснення світу Платон припустив існування двох світів — ідеального і реального, і зв'язок між ними став незрозумілим.
Аристотель спробував на ґрунті ідеалізму з'єднати ці два світи в один шляхом ідеї, яка зближує його з кінцем XIX століття. Світ ідеальний дійсний, лише оскільки він існує у світі кінцевих предметів, а проявляється він шляхом розвитку. Матерія — тільки можливість, дійсністю вона стає, коли ідея надає їй форму; ідеї існують тільки в кінцевих предметах. Саме в системі поглядів Аристотеля своєї вершини досягла давньогрецька філософія.
Стоїки на початку 3 століття до н. е. проголосили принцип рівності всіх перед законом і космополітизм протиставили грецькому націоналізму. Скептична філософія, що дала чудові твори Секста Емпірика, мала те саме практичне спрямування, що й стоїцизм, і епікуреїзм. Абсолютно новий елемент з'являється в александрійський період, коли грецький раціоналізм зливається зі східним містицизмом і теософією. Головні представники цього злиття — новоплатонівська школа на чолі з Плотіном та новопіфагорейська — з Проклом і Ямвліхом.

## Середньовічна філософія
Середньовічна філософія мала інші завдання і цілі, ніж антична, вона невіддільна в епоху патристики від історії християнської догматики, а схоластичний період являє собою спробу примирення католицької догми з філософією. Схоластика починається з Йоана Скотта Еріугени (9 століття) і найбільш повно представлена Фомою Аквінським (13 століття). З Йоана Ерігени переривається зв'язок західної думки зі Сходом, з Фомою Аквінським знову з'являється знайомство з усіма творами Аристотеля.
Головний філософський інтерес середніх віків — арабська філософія (Аверроес, Маймонід, аль-Кінді, аль-Фарабі, Ібн Сіна) залишається в колі понять грецької перипатетики. Основними питаннями, які хвилювали середньовічних філософів, були питання доказу існування Бога, розмежування теології та філософії. Важливий диспут про універсалії — співвідношення загального й одиничного, суперечка реалістів, які стверджували існування загальних понять поза людським розумом і до одиничних речей, з номіналістами, що визнавали реальне існування лише одиничних речей. Концептуалісти (Абеляр, Іоанн Солсберійський) в суперечці про універсалії вважали, що загальні поняття не існують незалежно від окремих речей, визнавали існування в розумі загальних понять, як особливої форми пізнання дійсності.
Головний недолік середньовічної філософії — відсутність природознавства і виняткове панування абстрактних, переважно теологічних інтересів.

## Філософія Відродження

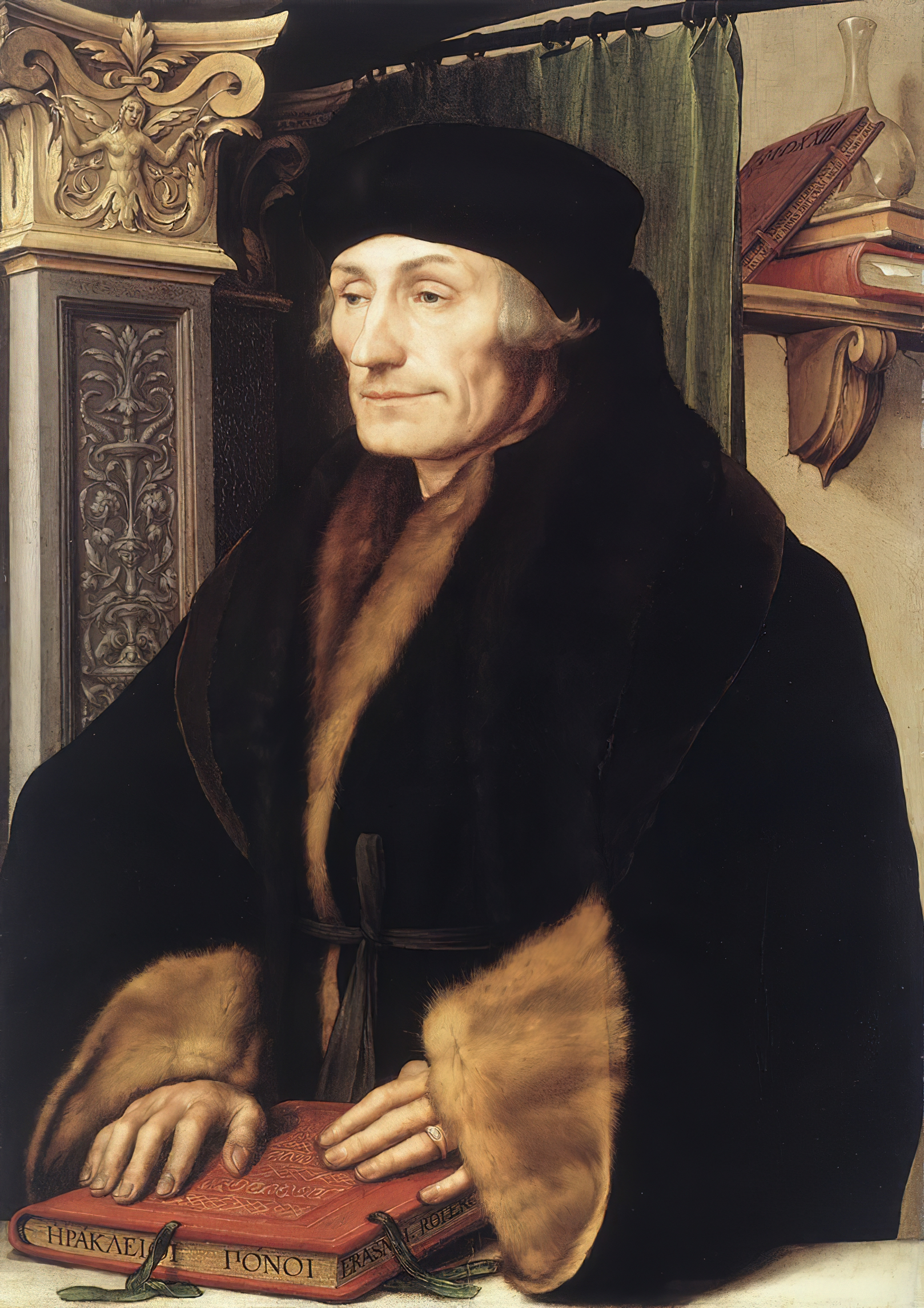
Еразм Ротердамський — гуманіст пізнього Відродження

Епоха Відродження відрізняється, в першу чергу, пробудженням допитливості розуму, що звертається до вивчення явищ природи, по-друге — знайомством зі справжніми творами грецьких мислителів, по-третє — реакцією проти церковного гніту. Думка, методично не підготовлена до розв'язання питань, що вимагають точності експериментального дослідження, втрачається у фантастичних образах і створює низку псевдонаук — алхімія, магія, хіромантія, які тільки наприкінці ΧVII століття втрачають ґрунт, коли наприкінці XVI століття починають урочисто святкувати істинні принципи знання.
Філософське мислення цього періоду є антропоцентричним, в центрі його уваги була людина, тоді як античність зосереджувала увагу на природно-космічному житті, а в середні віки на ідеї спасіння. Саме людина в епоху Відродження усвідомлюється не носієм гріховності, а як вища цінність і онтологічна реальність.
У філософії початок Відродження пов'язаний з іменами італійського філософа Марсіліо Фічіно і німецького кардинала Миколи Кузанського.
У Джироламо Кардано, Джордано Бруно, Кампанелли, Бернардіно Окіно зустрічається поєднання геніального провидіння і схоластичного сплетіння понять (наприклад, Ars lulliana Раймунда Луллія, перед якою схилявся Бруно, шляхом механічного поєднання понять намагалася зрозуміти всю дійсність), методичних недоліків, які давали можливість людям вірити в принципи таємних наук в той час, коли основа механічного світогляду вже була висловлена Декартом, а загальна будова світу пояснена Коперником. Розвиток ренесансного гуманізму нерозривно пов'язаний з ім'ям Еразма Ротердамського.

### Філософія Реформації й Контрреформації
Найзначніші постаті Реформації та Контрреформації — Мартін Лютер, Жан Кальвін та Ігнатій Лойола. Всі троє вони в інтелектуальному відношенні — представники середньовічної філософії. Сторіччя філософської думки, що наступило за початком Реформації, виявилось безплідним. І Лютер, і Кальвін повернулися до Августина Аврелія, однак, оскільки їхня теологія мала метою підрив влади церкви, вони слідували тільки поглядам Аврелія щодо зв'язку між душею і Богом. Натомість вони відкинули уявлення про чистилище, скасовували індульгенції. Вчення про попередню визначеність долі душі після смерті допомогло досягти незалежності від дій духовенства.
Реформація та Контрреформація виявилися корисними для інтелектуальної сфери: відраза до релігійних війн змусила найздібніших людей звернутись до світського знання, особливо до математики та природничих наук.

## Філософія Нового часу
У 16-17 століттях філософія інтенсивно розвивалася поза межами університетів, звільнившись від тісних рамок схоластики й зв'язку з теологією. Томас Гоббс, на якого найбільший вплив мали Платон і Аристотель, сам здійснив грандіозний вплив на подальшу політичну філософію.
У теорії пізнання для філософії Нового часу характерне протистояння раціоналізму та емпіризму. Раціоналізм, найвизначнішими прихильниками якого були Бенедикт Спіноза, Рене Декарт, Готфрід Лейбніц, дотримується думки про те, що основою для пізнання є розум, логічне мислення. Емпіризм, представлений у ці часи Френсісом Беконом, Джоржем Берклі, Томасом Гоббсом, Джоном Локом, Девідом Г'юмом, вважає, що джерелом будь-якого знання є передусім досвід.
Один із найяскравіших представників епохи, Френсіс Бекон став родоначальником емпіризму, вважав, що вища мета науки полягає у забезпеченні панування людини над природою. На противагу йому Рене Декарт, основоположник раціоналізму, прагнув розробити універсальний метод для всіх наук. Характерна риса вчення Декарта — дуалізм субстанцій. Бенедикт Спіноза дотримувався пантеїстичних поглядів і протиставив дуалізму Декарта матеріалістичний монізм, за що був відлучений від юдаїзму. Джон Лок розвинув сенсуалістичну теорію пізнання. Ідеї суб'єктивного ідеалізму у різних варіаціях пропонували Джордж Берклі й Девід Г'юм. Об'єктивно-ідеалістичне вчення розробив Готфрид Лейбніц, який висловив ряд глибоких діалектичних ідей.
Філософія Просвітництва
Друга половина 18 століття — період широкого соціально-культурного руху Просвітництва, ідеалом якого була перебудова суспільства на засадах розумного, раціонального законодавства, поширення освіти та відповідного виховання. Ця епоха породила цілу низку визначних філософів, серед яких Шарль Луї де Монтеск'є, Дені Дідро, Вольтер, Жан-Жак Руссо, Жульєн Ламетрі, Поль Анрі Гольбах, Клод Адріан Гельвецій та інші мислителі, що виражали широкий спектр ідей, починаючи від деїзму до безкомпромісного матеріалізму. Спільними для цих філософів були ідеї природного права та суспільного договору, захоплення механікою Ньютона як зразка наукового знання.

## Філософія 19 століття

### Німецька класична філософія
Наприкінці 18 і на початку 19 століття головними центрами розвитку філософської думки знову стали університети, однак на відміну від Середньовіччя, філософія уже не була підпорядкованою богослов'ю, а мала світський характер. Найвидатніші філософи цього часу працювали в Німеччині: Іммануїл Кант, Йоганн Готліб Фіхте, Фрідріх Вільгельм Шеллінг, Георг Гегель. Їхню творчість об'єднують під назвою німецький ідеалізм. До німецької класичної філософії заведено зараховувати також матеріаліста Людвіга Феєрбаха.

### Марксизм-ленінізм
Філософським джерелом марксизму, що виник в другій половині 19 століття була німецька класична філософія. Його творці Карл Маркс та Фрідріх Енгельс об'єднали матеріалізм Феєрбаха та діалектику Гегеля, створивши філософський напрям, який отримав назву діалектичного матеріалізму, і розширили його на розуміння історії, заснувавши історичний матеріалізм. Вожді комуністичного руху Володимир Ленін, Йосип Сталін, Мао Цзе Дун доповнили та розвинули погляди засновників марксизму.
Надалі у 20 столітті філософія марксизму розвивалася двома річищами: як офіційна філософія в країнах соціалістичного табору, та як різні течії неомарксизму на Заході.

### Інші течії
В другій половині 19 століття закладено основи кількох філософських течій, що набули широкого розвитку у 20 столітті. Так, в середині століття філософія в Європі майже цілком займалася абстрактними метафізичними системами, а Серен К'єркегор, що намагався побудувати філософію в дусі Сократа, зосереджуючись на суб'єктивізмі, душевних переживаннях людини, став основоположником екзистенціалізму.
Одним із напрямків філософії другої половини 19 століття була філософія життя, схильна до ірраціоналізму, серед видатних представників якої Артур Шопенгауер, Фрідріх Ніцше, Анрі Бергсон та інші. Ніцше відзначав, що моральність у XIX століття сповзає в бік нігілізму. Він виділив два типи моралі: «мораль панів» і «мораль рабів», вважаючи вихід у відкиданні людиною європейської рабської моралі.
У 19 столітті зародився позитивізм — філософія науки, основоположником якої став Оґюст Конт. У Сполучених Штатах розвивається прагматизм — філософський напрям, для якого найважливішим критерієм істини є практика. У Великій Британії Джеремі Бентам і Джон Стюарт Мілль розробили концепції утилітаризму. Ральф Волдо Емерсон заклав основи трансценденталізму, а його послідовником став Торо Генрі Девід.

## Філософія XX століття
Початок XX століття ознаменувався революційними змінами в науці — відкриттям атома й електрона, побудовою теорії відносності та квантової механіки, а також становленням психології фройдизму.
На початку століття інтенсивно розвивалася філософія науки, представлена різними школами позитивізму, серед яких виділяються емпіріокритицизм, логічний позитивізм та аналітична філософія, яку розробляли члени віденського гуртка, Бертран Рассел, Людвіґ Вітґенштайн, Рудольф Карнап, Поппер Карл та інші.
Важливим для подальшого розвитку філософії була побудова феноменології Гуссерля. Набрав сили екзистенціалізм, серед визначних представників якого Мартін Гайдеггер, Карл Ясперс, Жан-Поль Сартр, Альбер Камю та інші.
Визначними представниками філософської антропології були Макс Шелер, Мартин Бубер, П'єр Тейяр де Шарден. Неофрейдизм розвивали Альфред Адлер, Карл Юнг, Еріх Фромм.
Герменевтику, розділ філософії, що зосереджується на розкритті значення знаків та символів та тлумаченні текстів, у двадцятому столітті представляли Фрідріх Шлаєрмахер, Вільгельм Дільтей, Ганс-Георг Гадамер, Карл Отто Апель, Емеріх Корет, Поль Рікер, Юрген Габермас.
У другій половині XX століття розвився структуралізм, серед представників якого Клод Леві-Строс, Ролан Барт, Мішель Фуко. Постмодернізм у філософії представляли Жан-Франсуа Ліотар, Жиль Делез, Жак Дерріда.
Філософію релігій розвивали Володимир Соловйов, Іван Ільїн, Антанас Мацейна.

## Сучасність

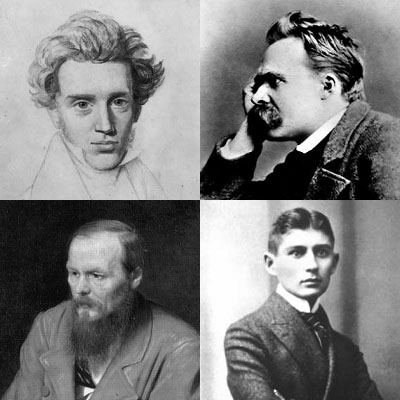
Предтечі екзистенціалізму, однієї з провідних течій континентальної філософії: К'єркегор, Ніцше, Достоєвський, Кафка

Для розвитку філософського знання на сучасному етапі характерний поділ за географічною ознакою, у якого, втім, чимало противників. При цьому виділяються два основні розділи:
- Аналітична філософія — напрям у філософській думці XX століття, який розвивається переважно в англомовних країнах і об'єднує велику кількість різноманітних концепцій і шкіл. Засновниками аналітичної філософії вважаються Готлоб Фреге, Джордж Мур, Бертран Рассел і Людвіг Вітгенштайн.
- Континентальна філософія — термін, використовуваний для визначення однієї з двох головних традицій сучасної західної філософії, що набув поширення наприкінці 20 століття в континентальній Європі. Вона включає феноменологію, екзистенціалізм, герменевтику, структуралізм, постструктуралізм і постмодернізм, деконструкцію, французький фемінізм, критичну теорію Франкфуртської школи, психоаналіз, більшість гілок марксизму.

## Філософія в Україні
Дослідженням того, чим є істина (тобто пошуком істини) в ідеологічних межах, накладених церквою на землях України займалися мислителі з часів Київської Русі. В цьому розумінні можна говорити про розвиток філософії (пошуку істини) на землях України з найдавніших часів.
Григорій Савич Сковорода — найзначніший український філософ-просвітитель, мораліст. У його філософських діалогах і трактатах біблійна проблематика переплітається з ідеями платонізму та стоїцизму. Вважав, що світ складають три світи: макрокосм, мікрокосм і символічне (Бог). В кожному світі існує і матерія (тимчасове), і вічне (Бог). Для досягнення особистого щастя мислитель радив: не навчайся тому, для чого не народжений, не виконуй роботу, яка не подобається і т. д. В цьому полягає принцип «незрідності» Сковороди. Відтак і зміст людського існування філософ вбачав у самопізнанні, через яке людина могла визначити свою «зрідність».